# ISO 3166-2:CD
ISO 3166-2:CD é a entrada para a República Democrática do Congo no ISO 3166-2, parte do padrão ISO 3166 publicado pela Organização Internacional para Padronização (ISO), que define códigos para os nomes das principais subdivisões (ex., províncias ou estados) de todos países codificados no ISO 3166-1.
Atualmente os códigos ISO 3166-2 para a República Democrática do Congo, são definidos por 1 cidade e 10 províncias. A cidade Kinshasa é a capital do país e tem um estatuto especial, igual às províncias. Um novo layout de subdivisão foi programado para entrar em vigor em 2009, que terá 1 cidade e 25 províncias.
Cada código é composto por duas partes, separadas por um hífen. A primeira parte é  CD , o ISO 3166-1 alfa-2 O Código da República Democrática do Congo. A segunda parte é duas letras.

## Códigos atuais
Nomes de subdivisões estão listados como no padrão ISO 3166-2 publicada pela Agência de Manutenção ISO 3166 (ISO 3166/MA).
Clique no botão no cabeçalho de cada coluna para classificar.
| Código | Nome da subdivisão | Categoria da subdivisão |
| ------ | ------------------ | ----------------------- |
| CD-KN  | Quinxassa          | cidade                  |
| CD-BN  | Bandundu           | província               |
| CD-BC  | Congo Central      | província               |
| CD-EQ  | Equador            | província               |
| CD-KW  | Cassai Ocidental   | província               |
| CD-KE  | Cassai Oriental    | província               |
| CD-KA  | Catanga            | província               |
| CD-MA  | Maniema            | província               |
| CD-NK  | Quivu do Norte     | província               |
| CD-OR  | Oriental           | província               |
| CD-SK  | Quivu do Sul       | província               |

## Mudanças
As alterações a seguir para a entrada foram anunciadas em boletins pela ISO 3166/MA desde a primeira publicação do ISO 3166-2 em 1998:
| Boletim        | Data de emissão | Descrição das alterações no boletim                                                                 | Código/Mudança da subdivisão                |
| -------------- | --------------- | --------------------------------------------------------------------------------------------------- | ------------------------------------------- |
| Newsletter I-2 | 2002-05-21      | Um nome de subdivisão mudou. Nome genérico das subdivisões mudou. Nova fonte de referência na lista | Códigos: CD-HC Haut-Congo → CD-OR Orientale |